# Abella fustera
L'abella fustera, abella de la fusta o borinot negre (Xylocopa violacea) és una espècie d'himenòpter apòcrit de la família Apidae comuna als Països Catalans i a gran part d'Europa. El seu nom comú al·ludeix al fet que fa els seus nius en la fusta en descomposició.

## Descripció
És un dels himenòpters més grossos d'Europa (de 2,5 a 3 cm de llargada); els adults fan una envergadura alar de fins a 5 cm. El cos és completament negre, amb reflexos metàl·lics blaus i cobert de pèls. Les ales són translúcides i membranoses. Els reflexos metàl·lics poden fer que es confongui amb un coleòpter.

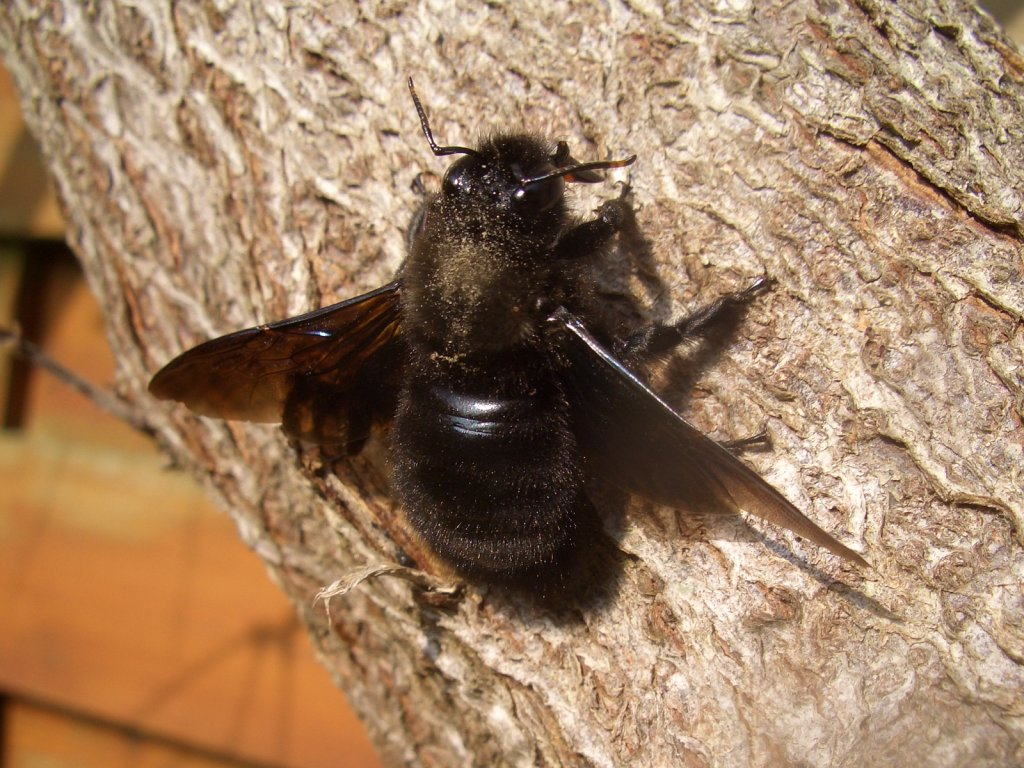
Mascle
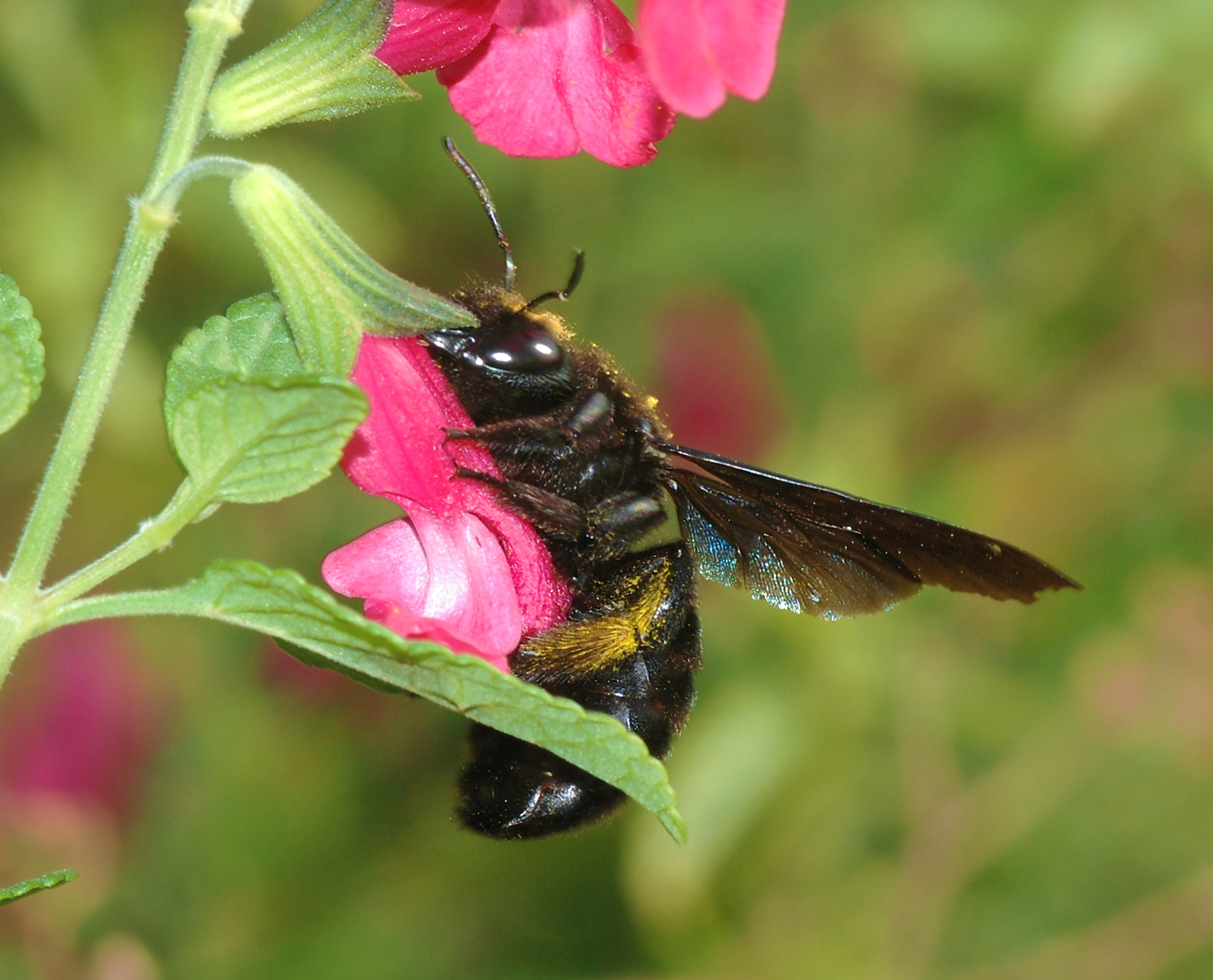
Femella
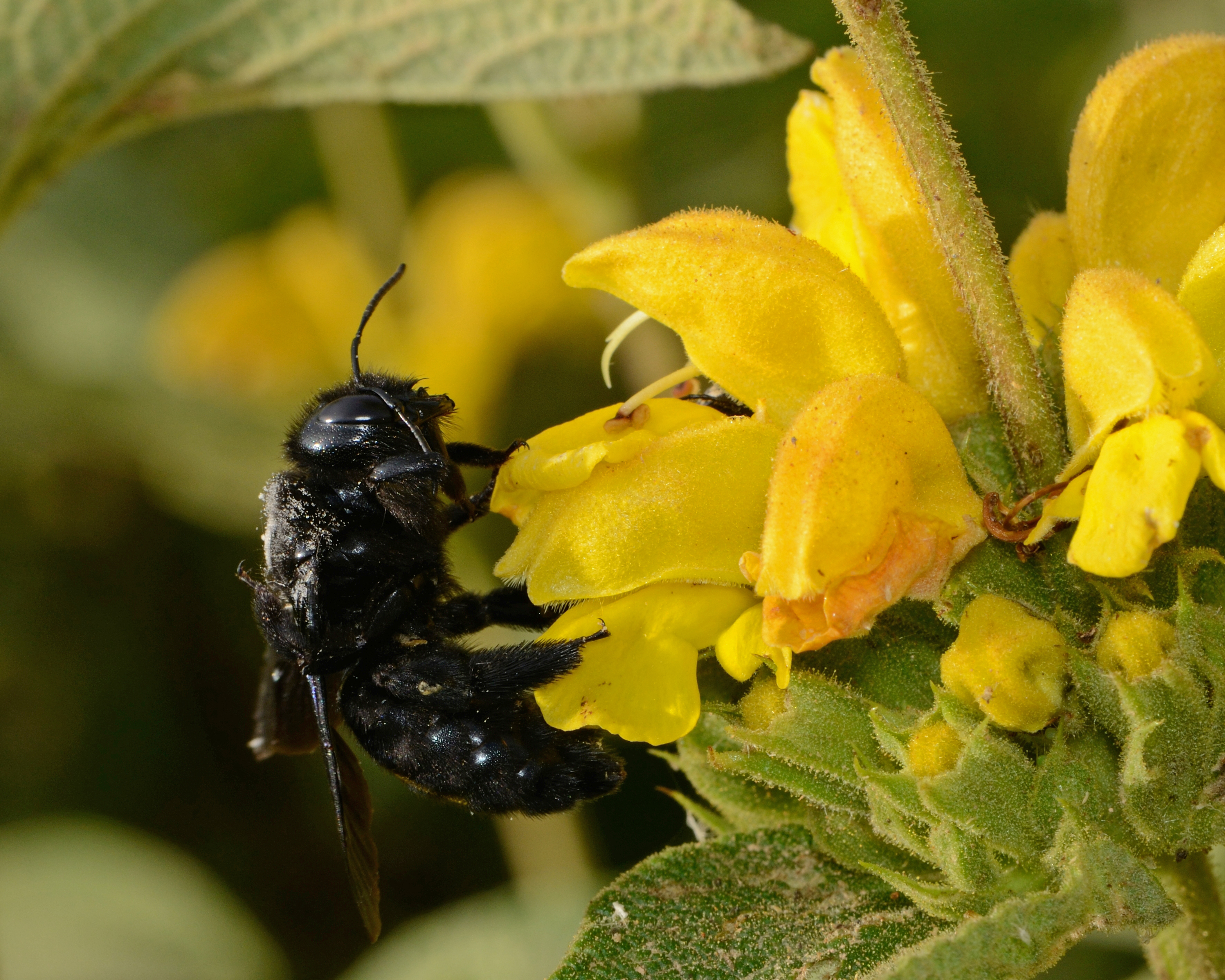
Femella de X. violacea prenent nèctar d'una flor de Phlomis viscosa

## Etologia
Els imagos neixen al final de l'estiu, i són solitaris. El seu vol és ràpid. S'alimenten de nèctar de diverses flors.
Malgrat no alimentar-se de fusta, les seves mandíbules els permeten construir un niu a la fusta amb diverses galeries paral·leles que desemboquen en una obertura única. En les galeries es desenvolupen les larves. A la primavera ponen diverses dotzenes d'ous i després de l'eclosió, les larves s'alimenten d'una barreja de pol·len i nèctar posat per les femelles. Les larves desenvolupades fan de dos a tres centímetres de llarg.